# Бендерское телевидение
БТВ — первое в Приднестровье муниципальное телевидение, было создано на основе кабельного канала «Телевизионная служба Бендер» (ТСБ).

## История
Первая программа Бендерского телевидения вышла в эфир 7 ноября 1997 года, это был репортаж о праздновании годовщины Октябрьской Революции. Однако официальным днём рождения канала является 19 января 1998 года — день создания Управления по телевидению, радиовещанию и печати города Бендеры.
Сейчас на БТВ работает более 30 журналистов, телеоператоров, монтажёров, которые ежедневно готовят к эфиру программы на русском, молдавском и украинском языках. В них подробно рассказывается о политической и общественной жизни города и республики. Вещание канала осуществляется на город Бендеры и близлежащие сёла.
В конце 2010 года компания «IDC» заявила о полной цифровизации телевидения на всей территории Приднестровья. Цифровое телевидение имеет возможность предоставлять 72 телеканала в цифровом качестве, исключая БТВ.
В декабре 2010 года были достигнуты договорённости руководства «IDC» и БТВ об обеспечении трансляции телепрограмм БТВ в новом формате.

## Эфир

### Информационные программы
- «Новости»
- «Неделя»
- «Екоул сэптэмыней»
- «Украинское слово»

### Тематические программы
- «Дзержинского, 53»
- «Спортивный уик-енд»
- «Акцент»
- «Бендеры и бендерчане»

Также в эфире транслируются другие программы, документальные, мультипликационные и художественные фильмы.

## Галерея

Рейтинг стран посещающих интернет канал БТВ на 2020 г.
Возврастной состав посетителей интернет-канала БТВ на 2020 г.